# Віанг Нарумон
Віанг Нарумон (тай. เวียง นฤมล) або Віанг (тай. เวียง);  — таїландська співачка та відома акторка.

## Біографія

### Дитинство
Народилася 	11 січня 1992 року в місті Роєт. Вона росла в родині музикантів. Закінчила інститут Бандіт Пхіпаттанасін драмгурток.

## Кар'єра
Почала співати з 14 років.  2017 році стала стажистом в компанії GMM Grammy від клопотання Ампаі Манівонг. Її дебютним сингли «Huk Bor Dai Tae Luem Ai Bor Long». Влітку 2020 року Нарумон дуетом з Беар Промпонг випустила сингл «Rewatta Huk Na Leelawadee».  Вона досягла успіху з піснями «Ngiw Tong Ton Humhon Pgu Bao Kao» у 2021 році.

## Дискографія
| Рік  | Назва                                | нотатки |
| ---- | ------------------------------------ | ------- |
| 2017 | «Huk Bor Dai Tae Luem Ai Bor Long»   |         |
| 2017 | «Nong Tung Jai Huk Ai Tung Jai Thim» |         |
| 2018 | «Won Pu Lam Khong»                   |         |
| 2020 | «Wai Ok Hak»                         | [ 5 ]   |
| 2020 | «New Year Sia Fan»                   |         |
| 2021 | «Ngiw Tong Ton Humhon Phoo Bao Kaw»  |         |
| 2021 | «Ka Khon Bor Huk Kan»                |         |
| 2021 | «Pi Lam Khao»                        |         |